# Sir Harvey Adamson (Schiff, 1914)
Die Sir Harvey Adamson war ein 1914 in Dienst gestelltes Passagierschiff der britischen Reederei British India Steam Navigation Company, das 1947 mit 269 Menschen an Bord an der Küste von Burma spurlos verschwand und bis heute (2021) nicht entdeckt wurde.

## Das Schiff
Das 1030 BRT große Dampfschiff Sir Harvey Adamson wurde im Pointhouse-Dock der Werft A. and J. Inglis in Glasgow gebaut und lief am 27. November 1914 mit der Baunummer 306 auf dem Clyde vom Stapel. Der Passagier- und Frachtdampfer war 66,75 Meter lang, 10,67 Meter breit und hatte einen maximalen Tiefgang von 3,43 Metern. Am 27. November 1914 wurde das Schiff fertiggestellt. Die beiden dreizylindrigen Dreifachexpansions-Dampfmaschinen trieben zwei Propeller an und leisteten 155 nominale Pferdestärken. Sie beschleunigten das Schiff auf elf Knoten (20,3 km/h). Die zwei Dampfkessel wurden mit Kohle befeuert. Die Sir Harvey Adamson hatte Platz für zwölf Passagiere der Ersten, zwölf der Zweiten und 476 der Dritten Klasse.
Das Schiff wurde nach Sir Harvey Adamson (1854–1941) benannt, der von 1910 bis 1915 Vizegouverneur der britischen Kronkolonie Burma war. Der Dampfer wurde im Auftrag der britischen Reederei British India Steamship Navigation Company speziell für den Passagier-, Fracht- und Postdienst auf der Route Rangun–Tavoy–Mergui gebaut. Sie hatte ein langes Schutzdeck, an dessen beiden Enden jeweils einer der beiden Masten saß. Ihr geringer Tiefgang war den flachen Gewässern im Mergui-Archipel angepasst. Die Doppelschraube ermöglichte besondere Manövrierfähigkeit in den engen Passagen.
Im Ersten Weltkrieg diente die Sir Harvey Adamson im Rahmen der Indian Expeditionary Force vorübergehend als Truppentransporter. Im Zweiten Weltkrieg wurden während der japanischen Besetzung Burmas an Bord des Schiffs tausende Menschen aus Burma gerettet. Ab März 1940 gehörte das Schiff zur Liner Division. Von 1943 bis zum Kriegsende diente sie zudem als Versorgungsschiff, das militärische Güter und Öl heranschaffte. Nach dem Kriegsende bediente die Sir Harvey Adamson die Route Colombo–Thoothukudi, bis sie zu Beginn des Jahres 1947 auf ihre ursprüngliche Strecke zurückkehrte.

## Das Verschwinden
Am Donnerstag, dem 17. April 1947 legte die Sir Harvey Adamson mit 205 Passagieren und 64 Besatzungsmitgliedern in Rangun zu einer weiteren Überfahrt nach Tavoy und Mergui ab. Am darauf folgenden Tag setzte sie noch zwei Funksprüche ab, zuletzt auf der Position 13° 13′ N, 97° 36′ O, verschwand dann aber vor Tavoy in einem aus Südwest kommenden Sturm.
Seitdem fehlt von dem Schiff jede Spur. Es gab keine Überlebenden; das Wrack ist bis heute unentdeckt. Die genaue Ursache für das Verschwinden konnte auch durch die gerichtliche Untersuchung nicht geklärt werden. Es wurde vermutet, dass die Sir Harvey Adamson auf eine Seemine aus dem Zweiten Weltkrieg lief, die sich durch den Sturm löste und an die Oberfläche kam, und dass sie unterging, bevor sie Notrufe absetzen konnte.